# 마르탱 게르

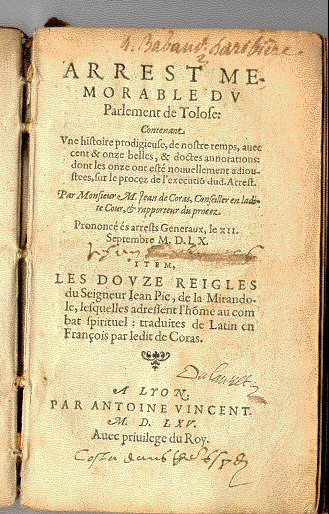
1560년의 재판을 기록한 '톨루즈 법원에서의 잊을 수 없는 판결'의 첫 페이지

마르탱 게르(Martin Guerre)는 16세기 프랑스의 소작농으로, 유명한 사기극의 주인공이기도 하다. 집을 떠난 지 몇 년 만에 자신이 마르탱 게르라고 주장한 사나이가 돌아와 아내와 아들과 함께 삼년을 살았다. 이후 이 사람이 진짜 마르탱 게르인가에 대한 재판이 있었고, 피고인 자신이 마르탱 게르라는 사실을 재판관에게 거의 납득시켰으나, 진짜 마르탱 게르가 법정에 나타나게 되었다. 그가 진짜 마르탱 게르를 사칭했다는 것이 밝혀지게 되어, 결국 그는 교수형에 처해졌다. 피고인의 본명은 아르노 뒤 튈(Arnaud du Tilh)이었다.

## 실제 사건
이 사건과 관련된 내용은 나탈리 제먼 데이비스의 책에서 인용한 것이다.

### 가족을 떠나기 전의 마르탱 게르
마르탱 다게르(Martin Daguerre)는 1524년경에 Hendaye의 바스크 마을에서 태어났다. 1527년에 가족들이 프랑스 남서부의 피레네산맥 근처 아르티가로 이주했고 이름도 게르(Guerre)로 바꿨다. 마르탱은 14세에 근처 부유한 집안의 딸 베르트랑드(Bertrande)와 결혼을 했고 8년 만에 첫 아들을 낳았다. 아버지의 곡식을 훔쳤다. 아버지의 처벌이 두려웠던 마르탱은 1548년에 갑자기 집을 떠났다. 당시 프랑스 사회를 지배하던 가톨릭 신앙에 따라 베르트랑드는 재혼할 수 없었다. (한편 당시 서서히 교세를 넓혀가던 개신교에서는 재혼이 가능했다.)

### 마르탱 게르의 귀향
1556년 여름에 어떤 사내가 아르티가에 나타나 자신이 마르탱 게르라고 주장했다. 생김새가 마르탱 게르와 비슷했고 주위 사람들에 대해 자세히 기억하고 있었으므로 마을 사람들 대부분은 물론 삼촌과 네 명의 자매들도 그가 진짜 마르탱 게르라고 생각했다. 약간의 의심이 남아있기는 했지만 부인이었던 베르트랑드도 그가 마르탱 게르라고 생각했다. 돌아온 마르탱 게르는 베르트랑드와 3년을 같이 살았고 딸 둘을 더 낳았다. 이후 마르탱은 돌아가신 자기 아버지의 유산을 자기도 받아야 한다고 주장했고, 결국 자신의 몫을 달라며 삼촌 피에르 게르를 고소했다.
마르탱 게르가 마을을 떠난 동안 피에르 게르는 과부가 된 베르트랑드의 어머니와 결혼을 한 상태였다. 피에르 게르와 마르탱 게르의 어머니는 마르탱 게르가 유산 상속에 대해 이야기하자 여러해 만에 돌아온 마르탱 게르의 정체에 대해 다시 의심을 품게 되었다. 피에르와 그의 부인은 베르트랑드에게 돌아온 마르탱은 가짜라고 설득하려 했다. 아르티가를 지나던 병사는 진짜 마르탱 게르는 전쟁 중 다리를 잃었다면서 이 마을에 있는 마르탱 게르는 가짜라는 이야기를 하기도 했다. 이에 의심을 품은 삼촌 피에르가 마르탱을 죽이려 하기도 하였으나, 베르트랑드가 말렸다.
마르탱 게르는 1559년에 방화 및 마르탱 게르를 사칭한 혐의로 고발되었으로, 아내 베르트랑드는 남편의 편을 들었고 이듬해에 무죄로 풀려났다.

### 리으에서 열린 재판
이 와중에 피에르 게르는 아르티가로 돌아와 마르탱 게르라고 주장하는 사내의 정체를 밝히기 위해 주위를 수소문했고, 마르탱 게르를 사칭한 사람의 정체가 근처 Sajas 마을에서 소문이 좋지 않았던 아르노 뒤 틸(Arnaud du Tilh)일 것이라 확신하게 되었다. 피에르는 베르트랑드의 이름을 빌려 마르탱을 고소한 다음, 부인과 함께 베르트랑드를 들볶아 남편이 가짜인 것 같다고 주장하라고 시켰다.
1560년에 리으(Rieux)에서 재판이 열렸다. 베르트랑드는 처음에는 정말 남편인 줄 알았으나 나중에 가짜라는 것을 알게 되었다고 증언했다. 1548년 이전에 있던 부부사이의 사사로운 내용에 대한 증언은 거의 일치했다. 피고인 마르탱 게르는 '내가 가짜라고 베르트랑드가 맹세할 수 있다면 기꺼이 사형을 당하겠다'며 베르트랑드에게 답변을 요구하자 베르트랑드는 답변을 하지 않았다. 재판과정에는 150명이 넘는 증인이 불려왔다. 마르탱 게르의 네 자매를 포함한 많은 사람들은 피고인이 마르탱 게르라고 주장했지만, 피고인이 마르탱 게르가 아니라 아르노 뒤 틸이라고 주장하는 증인들도 많았고, 누구의 편도 들지 않는 사람들도 많았다. 결국 피고인은 마르탱 게르가 아니라는 판결이 내려지고, 피고에게는 사형이 선고되었다.

### 툴루즈에서 열린 상고심
마르탱 게르는 즉각 툴루즈의 고등 법원에 항소했다. 베르트랑드와 피에르 역시 체포되었는데 재판 결과에 따라 무고죄로 처벌 받을 수도 있었고, 피에르의 경우 위증을 강요한 혐의도 받을 수 있기 때문이었다. 피고인은 유창한 말솜씨로 툴루즈의 판사들에게 자신이 진짜 마르탱 게르임을 설득했다. 판사들도 탐욕스러운 삼촌이 베르트랑이 위증을 하도록 윽박질렀다고 생각하기에 이르렀다. 판사들은 피고인에게 예전의 기억에 대해 엄중히 심문하고 피고인의 발언을 이중으로 검사했는데도 모순되는 부분은 발견하지 못했다. 그러나 극적으로 재판정에 진짜 마르탱 게르라고 주장하는 사람이 의족을 달고서 나타났다.
의족을 달고 나타나 자신이 마르탱 게르라고 주장하는 사내에게 판사들은 마을을 떠나기전 마르탱 게르의 예전 일에 대해 물어봤다. 피고인과 달리 이 사람은 예전에 있었던 일의 일부는 기억이 나지 않는다며 제대로 답하지 못하는 내용도 있었다. 그러나 피고인과 의족을 단 사나이를 마르탱 게르의 가족과 대면시키자 모든 것이 확실해졌다. 피에르와 베르트랑드, 네 명의 자매들이 모두 의족을 단 사나이가 진짜 마르탱 게르라고 주장한 것이다. 결국 피고인은 유죄가 인정되었고 간통과 사기 혐의로 사형을 선고받았다. 1560년 9월 2일의 선고 공판에서 피고는 여전히 자신의 무죄를 주장했으나 나중에는 자신의 죄를 인정했다. (젊은 시절의 몽테뉴는 방청객으로 이 선고 공판을 참관했다.) 아르노 뒤 틸에 따르면, 두 사람이나 자신을 마르탱 게르와 혼동하자 자신이 아르티가로 가서 마르탱 게르의 행세를 하기로 결심했고 두 명의 공모자의 도움을 받아 마르탱 게르 행세를 하기 위해 필요한 내용을 암기했다고 한다. 아르도 뒤 틸은 베르트랑드를 비롯하여 관련된 사람들을 속인 것에 대해 용서를 빌었으며, 나흘 후 아르티가에 있는 마르탱 게르의 집 앞에서 교수형에 처해졌다.
피에르 게르와 베르트랑드는 무죄로 석방되었다. 판사들은 베르트랑드가 아르노 뒤 틸의 거짓말에 감쪽같이 속았기 때문에, 아르노 뒤 틸이 남편 행세를 한 것을 정말 몰랐던 것으로 인정했다.

### 마르탱 게르의 사연
마르탱 게르는 집을 떠나 에스파냐로 가서 추기경의 군대에 입대했고 나중에는 페드로 데 멘도사의 군대에 있었다고 한다. (당시에는 오늘날과 같은 국가 개념이 없었기 때문에 프랑스 사람이 에스파냐 군대에 들어가는 것이 큰 문제가 되지는 않았다.) 에스파냐군으로서 플랑드르에 파견되었으며 1557년 8월 10일의 St. Quentin 전투에서 부상을 당해 다리를 절단했다. 이후로는 수도원에 살고 있다가 결국 가족이 살던 곳으로 되돌아갔다. 그가 재판 도중 나타나게 된 이유는 명확히 알려진 것이 없다. 재판이 끝나고 나서는 아내가 남편을 몰라봤을리 없기 때문에 베르트랑드가 아르노 뒤 틸의 사기에 가담했다며 아내의 용서를 받아들이지 않았으나 나중에는 화해했다고 전해진다.

## 반응 및 해석
이 사건에 대해서 동시대 사람들이 쓴 기록은 두 편이 남아있다. 한편은 Guillaume Le Sueur의 《Histoire Admirable》이고, 다른 한편은 툴루즈에서 열린 재판의 판사 중 한 명이었던 장 드 코라스(Jean de Coras)가 쓴 《툴루즈 법원에서의 잊을 수 없는 판결 (Arrest Memorable du Parlement de Tolose)》이다.
여러 세대를 거치면서 이 기괴한 이야기는 많은 작가들을 매혹시켰다. 알렉상드르 뒤마는 자신의 소설 《The Two Dianas》에 이 이야기를 변형시켜 집어넣었으며 여러 권으로 된 《Celebrated Crimes》에도 이 이야기를 기록했다.
1983년에는 프린스터 대학교의 역사학 교수 나탈리 제먼 데이비스가 이 이야기를 책으로 썼다. 데이비스는 자신의 책에서 베르트랑드는 암묵적으로든 명시적으로든 이 사건에 동조했을 것이라고 지적했다. 베르트랑드는 남편이 필요했고 아르노가 자신을 잘 대해주는 등 동기가 충분하다는 것이다. 처음보는 사람을 남편으로 혼동한다거나 툴루즈에서 열린 재판에서도 피고인을 옹호했다는 점, 그리고 부부만이 알 수 있는 세세한 내용을 피고인이 알고 있었다는 점을 그런 추정의 근거로 들었다.
역사학자 로버트 핀레이(Robert Finlay)는 데이비스의 이런 주장을 반박했다. (Finlay 1988) 그의 주장에 따르면, 당시 판사들도 인정했듯이 베르트랑드는 정말로 사기꾼에게 속은 것이었으며 데이비스가 오늘날의 사회적 관점을 중세시대에 무리하게 적용한 것이라고 비판했다. 베르트랑드가 정말로 사기행각에 공범이었으면 재판과정에서 어떻게 판결이 나도 무고죄로 처벌받지 않으면 간통죄로 처벌받을 상황이었음도 지적했다. 데이비스는 이에 대해 재반박했다. (Davis 1988).
자넷 루이스가 1941년에 출판한 역사 소설 《마르탱 게르의 아내 (The Wife of Martin Guerre)》는 베르트랑드의 시점에서 쓴 소설이다.
1982년에는 《마틴 기어의 귀환》이라는 영화가 프랑스에서 만들어졌다. Daniel Vigne가 감독했고 제라르 드파르디유와 Nathalie Baye가 출연했다. 영화의 내용은 끝부분에서 베르트랑드가 장 드 코라스에게 왜 거짓말을 했는지 고백하는 허구적 장면을 제외하면 실제 역사적 사실을 충실히 따랐다. 나탈리 제먼 데이비스는 이 영화의 자문을 맡았다. 1993년에는 헐리우드에서 미국 남북전쟁시대로 배경을 옮겨 《서머스비》라는 제목으로 리메이크를 하기도 했다. 조디 포스터와 리처드 기어가 주인공을 맡았다.
1997년에는 《레미제라블》을 만들었던 Claude-Michel Schönberg과 Alain Boublil이 이 사건을 주제로 뮤지컬을 만들었다. 이 뮤지컬의 결말 역시 실제 역사적 사실과는 차이가 난다.

## 참고 문헌
- 나탈리 제먼 데이비스, 마르탱 게르의 귀향 양희영 옮김, 지식의풍경, 247쪽 ISBN 89-89047-00-5, (Natalie Zemon Davis, The Return of Martin Guerre, Harvard University Press, 1983, ISBN 0-674-76691-1)
- Robert Finlay, "The Refashioning of Martin Guerre", The American Historical Review, Vol. 93, No. 3. (June 1988), pp. 553-571. A criticism of the book's conclusions.
- Natalie Zemon Davis, "On The Lame", The American Historical Review, Vol. 93, No. 3. (June 1988), pp. 572-603. Defense of her conclusions.